# Ola Esbjörnsson
Hans Ola Esbjörnsson, född 22 augusti 1975, är en svensk sportfiskare.
Esbjörnsson var den förste att i Sverige att ta en sutare över fem kg, 5,076 kg, fångad i Antorpa sjö 1998. 2006 tog han åter en sutare över fem kg. Det tidigare rekordet innehades av Dan Dellerfjord.
12 augusti 2007 innebar ännu ett svenskt rekord för Esbjörnsson, denna gången av arten blåkäxa då han på 290 meters djup fångade ett exemplar som vägdes till 0,675 kg. Fångstplatsen var Brattenområdet i Skagerrak. Framgångarna har fortsatt, i februari 2009 utsågs Esbjörnsson till Årets Havsfiskare 2008 av en jury bestående Göteborgs Havsfiskeklubb, Sportfiskarna och sportfiskemedia. I april 2009 nådde Esbjörnsson 50 arter, som överstiger kravet för inregistrerad storfisk hos Sportfiskarna.
2013 blev ännu en milstolpe för Esbjörnsson och sportfisket när han kom upp i 60 arter, vilket han var först med i Sverige.
Esbjörnsson har i dagsläget (november 2013) 60 olika arter som överstiger gränsen för storfisk i Sportfiskarnas storfiskregistrering.